# Massengo
Massengo est un quartier situé au nord de Brazzaville dans l'arrondissement 9 Djiri traversé par la deuxième route nationale.
Il est entouré par des montagnes qui ne favorisent pas vraiment un bon environnement et crée des érosions,.